# Phân bổ Dirichlet tiềm ẩn
Trong xử lý ngôn ngữ tự nhiên, phân bổ Dirichlet tiềm ẩn (tiếng Anh: Latent Dirichlet allocation, hay viết tắt LDA)  là một mô hình sinh mẫu cho phép các tập quan sát được giải thích bằng các nhóm biến tiềm ẩn lý do tại sao một số phần trong dữ liệu lại giống nhau. Ví dụ, nếu các quan sát là các từ thu thập trong các tài liệu, điều đó giả định mỗi tài liệu là một sự pha trộn của một số lượng chủ đề và mỗi thể hiện từ có tính quy kết cho một trong các chủ đề của tài liệu. LDA là một ví dụ của mô hình chủ đề và thuộc về hộp công cụ học máy và ở nghĩa rộng hơn thuộc về hộp công cụ trí tuệ nhân tạo.

## Lịch sử
Với bối cảnh di truyền học quần thể, LDA do Jonathan K. Pritchard, Matthew Stephens (statistician) và Peter Donnelly đề xuất năm 2000. Sau đó, LDA được áp dụng cho Học máy bởi David Blei, Andrew Ng và Michael I. Jordan vào năm 2003.